# Hagen Rothe
Hagen Rothe, född 12 april 1990 i Berlin, är en tysk landslagsroddare.
Hagen vann, tillsammans med Sebastian Peter, junior-VM i dubbelsculler 2007 i Peking, Kina. Året därpå tog han junior-VM-silver i singelsculler, under VM dagarna i Linz, Österrike. Han tränas av Adrian Schnitzler och Dieter Altenburg och tävlar i Tyskland för Berlin RVG.